# Вудвард (Ајова)
Вудвард (енгл. Woodward) град је у америчкој савезној држави Ајова. По попису становништва из 2010. у њему је живело 1.024 становника.

## Демографија
Према попису становништва из 2010. у граду је живело 1.024 становника, што је -176 (-14.7%) становника више него 2000. године.
| Група             | 2000.         | 2010.       |
| Белци             | 1.165 (97,1%) | 959 (93,7%) |
| Афроамериканци    | 1 (0,1%)      | 11 (1,1%)   |
| Азијати           | 10 (0,8%)     | 9 (0,9%)    |
| Хиспаноамериканци | 14 (1,2%)     | 23 (2,2%)   |
| Укупно            | 1.200         | 1.024       |